# Isla Macquarie
La isla de Macquarie es una isla deshabitada australiana en el océano Pacífico meridional, a medio camino entre Australia y la Antártida. Políticamente forma parte del estado australiano de Tasmania.
Fue declarada Patrimonio de la Humanidad por la Unesco en el año 1997, abarcando un área protegida de 12.785 ha.
Fue parte del municipio de Esperance hasta 1993, cuando el municipio se fusionó con otros municipios a Huon Valley. La isla es el hábitat de toda la población de pingüinos reales durante su temporada anual de anidación. Ecológicamente, la isla es parte de la ecorregión de tundra de las islas Antípodas Subantárticas.
Desde 1948, la División Antártica Australiana (AAD) ha mantenido una base permanente, la Base Isla Macquarie, en el istmo en el extremo norte de la isla, al pie del cerro Wireless Hill. La población de la base, los únicos habitantes humanos de la isla, por lo general varía de 20 a 40 personas durante el año. Un helipuerto se encuentra cerca de la base.
En septiembre de 2016, la División Antártica Australiana dijo que cerraría su estación de investigación en la isla en 2017. Sin embargo, poco después, el gobierno australiano respondió a la reacción generalizada a la decisión al anunciar fondos para mejorar la infraestructura obsoleta y continuar las operaciones existentes en la isla Macquarie.

## Geografía
La isla de Macquarie se encuentra situada en la posición 54°37′ S, 158°51′ E, siendo el punto situado más al sur de Australia.
La isla tiene una longitud aproximada de 33,2 kilómetros y una anchura de 5,5 kilómetros, con un área de 128 km².

### Clima
El clima de la isla Macquarie no es extremo por el efecto suavizador del mar, y todos los meses tienen una temperatura promedio por encima del punto de congelación, aunque la nieve es común entre junio y octubre y puede incluso ocurrir en los meses más cálidos. Su clima se define como un clima de tundra bajo la clasificación climática de Köppen debido a sus veranos frescos.
Las temperaturas máximas promedio diarias oscilan entre los 4,9 °C (40,8 °F) en julio y los 8,8 °C (47,8 °F) en enero. La precipitación se produce de manera bastante uniforme durante todo el año y tiene un promedio anual de 967,9 mm. La isla Macquarie es uno de los lugares más nublados de la Tierra, con un promedio de solo 862 horas de sol al año, similar a la de Tórshavn en las Islas Feroe.
| Parámetros climáticos promedio de Isla Macquarie, Australia | Parámetros climáticos promedio de Isla Macquarie, Australia | Parámetros climáticos promedio de Isla Macquarie, Australia | Parámetros climáticos promedio de Isla Macquarie, Australia | Parámetros climáticos promedio de Isla Macquarie, Australia | Parámetros climáticos promedio de Isla Macquarie, Australia | Parámetros climáticos promedio de Isla Macquarie, Australia | Parámetros climáticos promedio de Isla Macquarie, Australia | Parámetros climáticos promedio de Isla Macquarie, Australia | Parámetros climáticos promedio de Isla Macquarie, Australia | Parámetros climáticos promedio de Isla Macquarie, Australia | Parámetros climáticos promedio de Isla Macquarie, Australia | Parámetros climáticos promedio de Isla Macquarie, Australia | Parámetros climáticos promedio de Isla Macquarie, Australia |
| Mes                                                         | Ene.                                                        | Feb.                                                        | Mar.                                                        | Abr.                                                        | May.                                                        | Jun.                                                        | Jul.                                                        | Ago.                                                        | Sep.                                                        | Oct.                                                        | Nov.                                                        | Dic.                                                        | Anual                                                       |
| ----------------------------------------------------------- | ----------------------------------------------------------- | ----------------------------------------------------------- | ----------------------------------------------------------- | ----------------------------------------------------------- | ----------------------------------------------------------- | ----------------------------------------------------------- | ----------------------------------------------------------- | ----------------------------------------------------------- | ----------------------------------------------------------- | ----------------------------------------------------------- | ----------------------------------------------------------- | ----------------------------------------------------------- | ----------------------------------------------------------- |
| Temp. máx. abs. (°C)                                        | 13.6                                                        | 17.0                                                        | 12.6                                                        | 12.2                                                        | 10.0                                                        | 8.7                                                         | 8.3                                                         | 8.5                                                         | 8.6                                                         | 10.3                                                        | 10.7                                                        | 14.4                                                        | 17.0                                                        |
| Temp. máx. media (°C)                                       | 8.8                                                         | 8.7                                                         | 8.0                                                         | 7.0                                                         | 5.9                                                         | 5.0                                                         | 4.9                                                         | 5.1                                                         | 5.4                                                         | 5.8                                                         | 6.5                                                         | 7.9                                                         | 6.6                                                         |
| Temp. mín. media (°C)                                       | 5.3                                                         | 5.3                                                         | 4.7                                                         | 3.7                                                         | 2.5                                                         | 1.5                                                         | 1.6                                                         | 1.6                                                         | 1.5                                                         | 2.0                                                         | 2.7                                                         | 4.3                                                         | 3.1                                                         |
| Temp. mín. abs. (°C)                                        | 0.6                                                         | -0.6                                                        | -2.3                                                        | -4.5                                                        | -6.8                                                        | -7.0                                                        | -9.4                                                        | -8.9                                                        | -8.7                                                        | -4.6                                                        | -3.9                                                        | -1.7                                                        | -9.4                                                        |
| Precipitación total (mm)                                    | 86.7                                                        | 85.0                                                        | 99.7                                                        | 93.4                                                        | 84.0                                                        | 76.6                                                        | 73.4                                                        | 74.6                                                        | 74.6                                                        | 77.9                                                        | 72.3                                                        | 78.5                                                        | 976.9                                                       |
| Días de precipitaciones (≥ 1 mm)                            | 25.4                                                        | 24.1                                                        | 27.1                                                        | 27.2                                                        | 28.1                                                        | 26.9                                                        | 27.1                                                        | 27.3                                                        | 26.2                                                        | 26.3                                                        | 25.0                                                        | 24.7                                                        | 315.4                                                       |
| Horas de sol                                                | 114.7                                                       | 104.5                                                       | 86.8                                                        | 54.0                                                        | 31.0                                                        | 18.0                                                        | 24.8                                                        | 43.4                                                        | 69.0                                                        | 99.2                                                        | 108.0                                                       | 108.5                                                       | 861.9                                                       |
| Humedad relativa (%)                                        | 84                                                          | 85                                                          | 86                                                          | 87                                                          | 87                                                          | 87                                                          | 88                                                          | 87                                                          | 85                                                          | 83                                                          | 83                                                          | 83                                                          | 85                                                          |
| Fuente: Australian Bureau of Meteorology                    |                                                             |                                                             |                                                             |                                                             |                                                             |                                                             |                                                             |                                                             |                                                             |                                                             |                                                             |                                                             |                                                             |

## Historia
J. M. Coetzee denuncia en su obra Elizabeth Costello: 
"En el siglo diecinueve, [la Isla Macquarie] era el centro de la industria de los pingüinos. Aquí se mataba a golpes a cientos de miles de pingüinos y se los arrojaba al interior de unas calderas de hierro fundido para deshacerlos en forma de aceite útil y residuos inútiles. O ni siquiera se los mataba a golpes, simplemente se les azotaba con palos para que subieran una pasarela y saltaran al caldero hirviente".
Desde 1911, Australia posee en la isla la Base Isla Macquarie, que opera de forma permanente.